# Den finländska paradoxen
Den finländska paradoxen är en tes som formulerades av Finlands dåvarande president Urho Kekkonen under ett statsbesök i Washington, D.C. 1961. 
Den finländska paradoxen gick ut på att ju större förtroende Sovjetunionen hyste för Finland, desto bättre var de finländska förutsättningarna för ett intimt samarbete med väst. Dess riktighet föreföll att bekräftas bland annat av att Finland trots sovjetisk skepsis kunde ingå såväl Efta- (1961) som EEC-avtalet (1973).